# Équipe du Pérou de football à la Copa América 1939
Cet article relate le parcours de l'équipe du Pérou au championnat sud-américain de 1939 qui se tient à Lima (Pérou) du 15 janvier au 12 février 1939.
C'est la troisième fois que le Pérou organise le championnat sud-américain après les éditions de 1927 et 1935. Les Incas, qui possèdent une bonne génération de joueurs ayant participé trois ans plus tôt aux JO de 1936, remportent la compétition pour la première fois de leur histoire. 
L'attaquant péruvien Teodoro Fernández est sacré meilleur buteur de ce tournoi avec sept réalisations. À noter que Jack Greenwell, le sélectionneur anglais du Pérou, devient le premier (et seul) entraîneur européen à remporter l'épreuve.

## Résultats

### Classement final
Les cinq équipes participantes sont réunies au sein d'une poule unique où chaque formation rencontre une fois ses adversaires. À l'issue des rencontres, l'équipe classée première remporte la compétition.
|   | Équipe   | Pts | J | G | N | P | BP | BC | Diff |
| - | -------- | --- | - | - | - | - | -- | -- | ---- |
| 1 | Pérou    | 8   | 4 | 4 | 0 | 0 | 13 | 4  | +9   |
| 2 | Uruguay  | 6   | 4 | 3 | 0 | 1 | 13 | 5  | +8   |
| 3 | Paraguay | 4   | 4 | 2 | 0 | 2 | 9  | 8  | +1   |
| 4 | Chili    | 2   | 4 | 1 | 0 | 3 | 8  | 12 | -4   |
| 5 | Équateur | 0   | 4 | 0 | 0 | 4 | 4  | 18 | -14  |

| 15 janvier | Pérou | 5 | 2 | Équateur |
| 22 janvier | Pérou | 3 | 1 | Chili    |
| 29 janvier | Pérou | 3 | 0 | Paraguay |
| 12 février | Pérou | 2 | 1 | Uruguay  |

### Matchs
| 15 janvier 1939           | Pérou | 5 – 2   | Équateur | Estadio Nacional (Lima)                       |                                               |
| Historique des rencontres | T. Fernández 6e, 34e, 77e · J. Alcalde 16e, 58e                                                                                 | (3 - 0) | 55e, 89e Alcívar | Spectateurs : 10 000 Arbitrage : Carlos Puyol | Spectateurs : 10 000 Arbitrage : Carlos Puyol |
| Historique des rencontres | Honores - Quispe, A. Fernández - Tovar, Castillo, Perales - Magallanes ( T. Alcalde), Ibáñez, T. Fernández, J. Alcalde, Paredes | Équipes | Vásquez - Ronquillo, Solís - Merino, Zambrano ( Peralta), Arias ( Vasconez) - Cevallos, Unamuno ( Alcívar), Suárez Rizzo, Herrera, Freire | Spectateurs : 10 000 Arbitrage : Carlos Puyol | Spectateurs : 10 000 Arbitrage : Carlos Puyol |

| 22 janvier 1939           | Pérou | 3 – 1   | Chili | Estadio Nacional (Lima)                      |                                              |
| Historique des rencontres | T. Fernández 46e, 65e (pen.) · J. Alcalde 80e                                                                       | (0 - 0) | 55e Domínguez                                                                                                  | Spectateurs : 6 000 Arbitrage : Carlos Puyol | Spectateurs : 6 000 Arbitrage : Carlos Puyol |
| Historique des rencontres | Honores - Chappell, A. Fernández - Tovar, Pasache, Perales - T. Alcalde, Bielich, T. Fernández, J. Alcalde, Paredes | Équipes | Lobos - Cortés, Jo. Córdova - Montero, Mediavilla, Ponce - Sorrel, Toro ( Domínguez), Pizarro, Carvajal, Muñoz | Spectateurs : 6 000 Arbitrage : Carlos Puyol | Spectateurs : 6 000 Arbitrage : Carlos Puyol |

| 29 janvier 1939 | Pérou                                  | 3 – 0                                                                                            | Paraguay | Estadio Nacional (Lima)                         |                                                 |
| | T. Fernández 11e, 30e · J. Alcalde 78e | (2 - 0)                                                                                          |          | Spectateurs : 15 000 Arbitrage : Alfredo Vargas | Spectateurs : 15 000 Arbitrage : Alfredo Vargas |
| Honores - Chappell, A. Fernández - Tovar, Pasache, Castillo - T. Alcalde ( Magallanes), Bielich, T. Fernández, J. Alcalde, Paredes | Équipes                                | González - Lezcano, Invernizzi - Ayala, Villalba, Ibáñez - Barrios, Godoy, Mingo, Ortega, Aquino |          | Spectateurs : 15 000 Arbitrage : Alfredo Vargas | Spectateurs : 15 000 Arbitrage : Alfredo Vargas |

| 12 février 1939 | Pérou                       | 2 – 1 | Uruguay   | Estadio Nacional (Lima)                         |                                                 |
| | J. Alcalde 7e · Bielich 35e | (2 - 1) | 44e Porta | Spectateurs : 40 000 Arbitrage : Alfredo Vargas | Spectateurs : 40 000 Arbitrage : Alfredo Vargas |
| Honores - Chappell, A. Fernández - Tovar, Pasache, Castillo - T. Alcalde, Bielich ( Ibáñez ( Quispe)), T. Fernández, J. Alcalde, Paredes | Équipes                     | Granero - Sanguinetti ( 84e Zaccour), Mascheroni - Zunino, Galvalisi, Viana - Porta, S. Varela ( 70e Chirimini), Lago, Ciocca ( 60e Camaití), Rodríguez |           | Spectateurs : 40 000 Arbitrage : Alfredo Vargas | Spectateurs : 40 000 Arbitrage : Alfredo Vargas |

Jack Greenwell, sélectionneur des Péruviens, aligne un 3-2-5 offensif avec notamment le duo Teodoro Lolo Fernández et Jorge Campolo Alcalde en attaque, dont les combinaisons sont difficiles à contrôler par les défenseurs uruguayens. C'est d'ailleurs le deuxième nommé qui ouvre la marque à la 7e min profitant d'une erreur du gardien uruguayen Horacio Granero. Le deuxième but est l'œuvre de Víctor Bielich à la 35e min même si selon d'autres sources Jorge Alcalde aurait marqué ce but. Les Charrúas, dirigés par Alberto Suppici, entraîneur champion du monde en 1930, se remettent de ces deux buts et commencent à se rapprocher de la cage défendue par Juan Honores. Ils finiront par réduire le score par l'intermédiaire de Roberto Porta à la 44e min. En deuxième mi-temps, les Péruviens doivent subir l'assaut des Uruguayens, déterminés à égaliser, mais le score ne bouge plus. Le Pérou remporte ainsi son premier titre sud-américain.

| Championnat sud-américain de football de 1939 - Vainqueur Pérou 1er titre |

## Effectif
Source : www.rsssf.com.
- NB : Les âges sont calculés au début de la compétition, le 15 janvier 1939.